# Mjältbrand

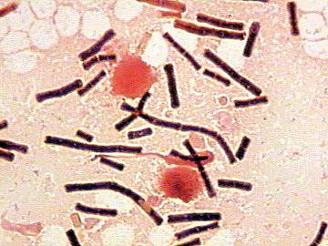
Bacillus anthracis

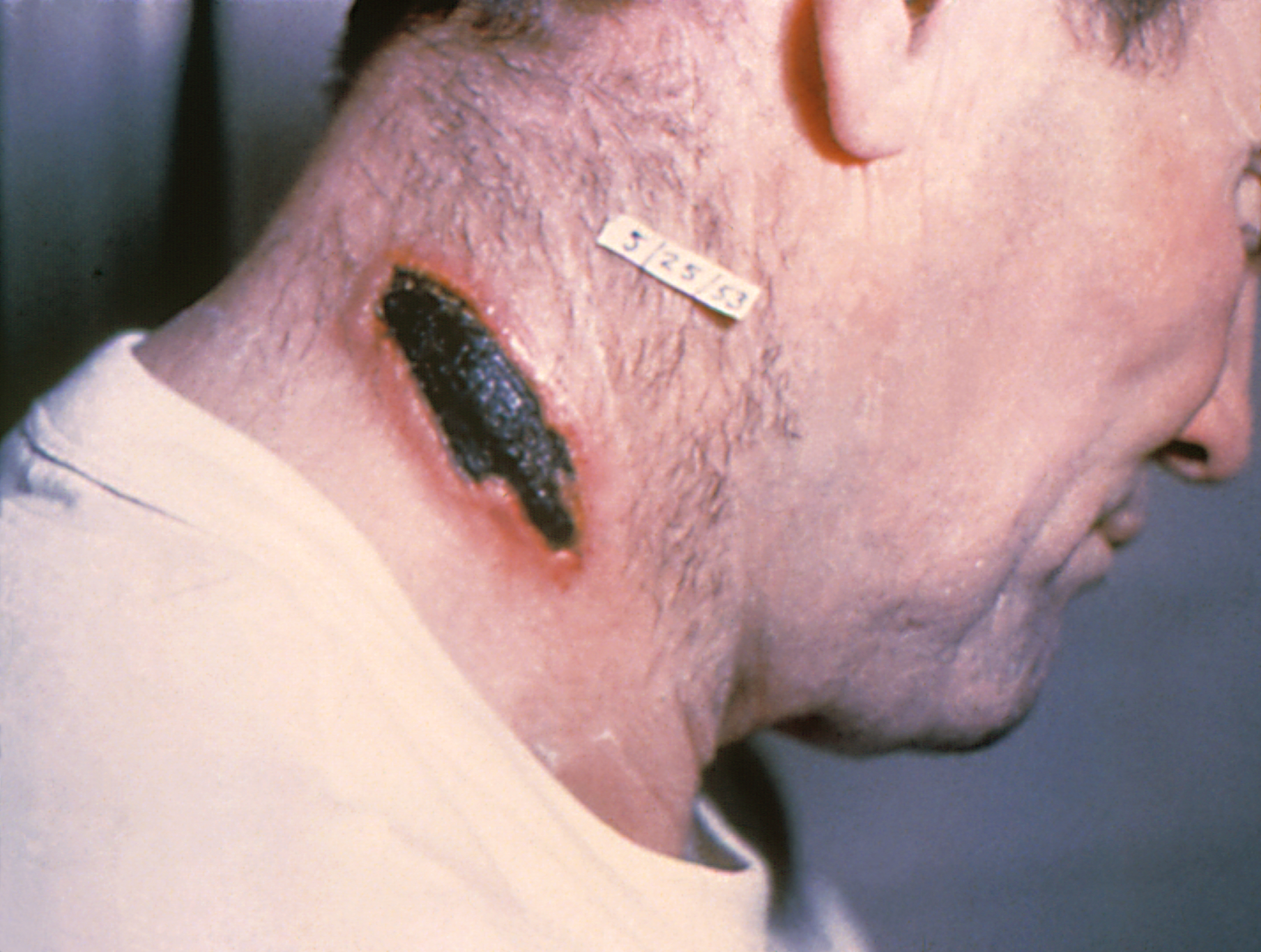
Mjältbrandssår på nacken.

Mjältbrand, anthrax, är en sjukdom med upp till 97% dödlighet i obehandlat tillstånd. Alla däggdjur (inklusive människa) kan drabbas. Bland tamdjur är det vanligast att nötkreatur, hästar, får och getter insjuknar; nötkreatur och får drabbas ofta värst. Grisar är nästan helt fria från sjukdom, men kan vara smittbärare.
Sjukdomen orsakas av den sporbildande bakterien Bacillus anthracis, antingen direkt av bakterier eller från sporer som utvecklats till aktiva bakterier efter att de kommit in i vävnaden. Personer som riskerar utsättas för mjältbrandssmitta kan vaccineras och mjältbrand svarar även på antibiotikabehandling om den sätts in tidigt. Mjältbrand är enligt svensk smittskyddslag en allmänfarlig sjukdom, vilket innebär att alla fall som påträffas ska rapporteras till Folkhälsomyndigheten och de som misstänks kan ha blivit smittade skall spåras upp för provtagning och eventuellt behandlas. Undersökning och eventuell behandling är i den situationen kostnadsfri för personen.

## Smittvägar, symptom och sjukdomsförlopp
Bakteriesläktet Bacillus är stavformade, aeroba och  sporbildande bakterier. Förmågan att bilda så kallade sporformer, "sporulera" är en överlevnadsstrategi för att klara extrema temperaturer, uttorkning och andra för livet ogynnsamma förhållanden.
Mjältbrand orsakas av att sporer eller bakterier kommer in i kroppen via sår i huden, inandning, via dryck eller föda. När en spor penetrerat de försvarsbarriärer som ska skydda mot mikroorganismer, genomgår den en metamorfos och blir en bakterie. Just sporbildningen gör att mjältbrandsbakterierna kan ligga vilande i årtionden, exempelvis har livsdugliga sporer blivit funna i gropar där smittade boskapskadaver har grävts ned mer än sjuttio år tidigare.
Sker smittan via huden, vanligast genom en sårskada, förökar sig bakterierna och utsöndrar ett potent toxin (gift) som orsakar lokal vävnadsdöd och oftast bildas ett sår som efterhand blir ilsket, varigt och djupt, men förvånansvärt smärtfritt. Vävnaden runt såret kan svullna upp och efterhand bildas en mörk skorpa (eschar) över såret. Bakterierna kan sedan spridas via lymfvägarna till blodbanan och allvarligaste följderna kan bli allmän blodförgiftning. Denna typ av infektion är den vanligaste, men minst allvarliga mjältbrandstypen och lättast att behandla med en dödlighet nära noll vid rätt behandling. Till och med vid helt obehandlat infektion ligger dödligheten runt förhållandevis låga 20%.
Mjältbrandsbakterier kan nå mag-tarmkanalen med smittat kött, eftersom sporerna är förvånansvärt motståndskraftiga mot normal tillagning av mat. Symptomen är bland annat svåra magsmärtor, blodiga kräkningar, akut tarminflammation, svår diarré och aptitlöshet.
Smitta via mat och dryck är den minst vanliga, i USA har endast två fall rapporterats sedan 1942. Dödligheten beräknas till 25% – 60% beroende på hur snart behandling av infektionen sätts in.
Den farligaste formen av infektion sker via luftvägarna. 10 000 till 20 000 sporer räcker för att utveckla en livshotande infektion som i obehandlat tillstånd leder upp till 92% dödlighet. De första symptomen är i stort sett detsamma som vanlig förkylning eller influensa, men övergår efter några dagar till en kraftig lunginflammation som i sig är livshotande. Övergår infektionen i allmän blodförgiftning, vilket innebär upp till 97% dödlighet. Det är därför av yttersta vikt att i tid diagnostisera sjukdomen så att behandling kan påbörjas omgående.

## Behandling
Profylaktiskt används vaccin, men på grund av allvarliga biverkningar vaccineras endast fullt friska personer som tillhör högriskgrupper. Historiskt sett har fårklippning och efterföljande arbete med den klippta ullen inneburit särskild risk för smitta, men även hantverkare som bearbetat horn eller hudar har insjuknat. I dag är det vanligen sanerare (både militära och civila), särskilda smittskyddsläkare/-veterinärer och andra som i arbetet kommer i kontakt med smitta som vaccineras.
Sjukdomen kan behandlas med vanliga antibiotika, som penicillin, tetracyklin eller ciprofloxacin. Behandlingen måste inledas i ett så tidigt skede som möjligt, redan när smitta misstänks för att gynsam effekt skall erhållas .

## Stridsmedel och som terrorvapen
Mjältbrand har funnits som ett biologiskt vapen hos vissa stater, exempelvis USA och Sovjet.
Mjältbrandsbakterier och -sporer användes till exempel vid mjältbrandsattackerna i USA 2001.

## Övrigt
En del forskare hävdar att Digerdöden, som plågade Europa och Asien på 1300-talet, var ett utbrott av mjältbrand och inte av pest, som är den allmänna uppfattningen.
Graham Twigg publicerade 1984 The Black Death: A Biological Reappraisal där han genom att studera klimatet och ekologin i Europa vid den aktuella tiden kommit fram till att det skulle ha varit nästan omöjligt för råttor att sprida pesten och än mindre i den snabba spridningen. Hans teori är istället att digerdöden var ett utbrott av mjältbrand.
I boken In the Wake of the Plague (Norman F. Cantor, 2001) framförs teorin att digerdöden var en kombination av mjältbrand och sjukdom hos boskap. Han bygger sin teori bland annat på att symptomen inte stämmer in på pest och att spår av mjältbrand har hittats i en massgrav i Skottland.

## Mjältbrandsutbrott

### Sovjetunionen
2 april 1979 skedde en olycka vid den sovjetiska militära anläggningen nr 19 i  dåvarande Sverdlovsk (numera Jekaterinburg). Olyckan ledde till ett utsläpp av mjältbrandssporer som kom att orsaka över 60 människors död. Sovjetunionen medgav aldrig att olyckan inträffat, men forskaren Matthew Meselson tilläts besöka området för provtagningar år 1992 och konstaterade att utbrottet orsakades av det aktuella utsläppet.

### Ostrov Vozrozjdenija
Ostrov Vozrozjdenija (Uzbekistan och Kazakstan) är en halvö i sydvästra Aralsjön, som tidigare saknade landförbindelse. År 1948 anlade Sovjetunionen ett laboratorium för biologiska vapen på ön, med tillhörande deponi. Öns största stad var Kantubek, med cirka 1 500 invånare, men Ostrov Vozrozjdenija har numera ingen bofast befolkning.
I samband med en rensningsexpedition, som genomfördes år 2002, fick Ostrov Vozrozjdenija landförbindelse till halvön, ledd av Brian Hayes från Pentagon. Projektet varade i tre månader då mellan 100 och 200 ton material med mjältbrandssporer hittades nedgrävt.

### Sverige
Sverige hade ganska många utbrott av mjältbrand bland kreatur och får fram till 1957. Dåvarande Kungliga Veterinärstyrelsen (nuvarande Jordbruksverket) fick då igenom ett förbud mot import av benmjöl, vilket antogs ligga bakom många av utbrotten. Sedan 1986 får benmjöl inte ges alls till djur i Sverige, och från 2011 gäller detta förbud samtliga EU-länder.
Sverige har haft några mjältbrandsutbrott i modern tid.
1981 i Uppland och i december 2008 på en gård utanför Varberg där 13 nötkreatur dött. Man misstänker att det var bottenslam från Viskan som innehöll bakterier och som hade kontaminerat hö som senare gavs till nötkreaturen.
Den 24 juli 2011 rapporterade SVA att ett fall inträffat i Örebro län. Jordbruksverket rapporterade den 1 november 2013 om ytterligare ett fall i närheten av det 2011.
Den 13 juli 2016 upptäcktes bakterien på en nötkreatursbesättning i Östergötland nära Omberg, där tre nötdjur har dött. Platsen där djuren betade spärrades av, men det bedömdes inte vara någon fara för allmänheten.

### Sanering
Sanering av gårdar som har fått konstaterad mjältbrand är omfattande och i samtliga fall i modern tid har staten tillskjutit pengar i den mängd som har krävts. Till exempel har samtliga kreatur på respektive gård avlivats och kremerats och i en del fall har ekonomibyggnaderna tvättats med formalin för att förvissa sig om att inga mjältbrandssporer finns kvar.

### Rakborstar
Under åren 1915 till 1924 drabbades minst 149 soldater från USA:s och 28 ur Brittiska samväldets styrkor samt en del civilister av sår på huvud och hals på grund av mjältbrandsbakterier, vilket var extremt ovanligt. Bakgrunden var, att på grund av risken för anfall med stridsgaser måste soldaterna raka av sig skäggen för att gasmaskerna skulle sluta tätt och skydda vid eventuellt gasanfall så krigsmakterna köpte in billigt material. Då hästar och en del andra växtätare är mycket känsligare för mjältbrandsbakterier än allätare och rovdjur är därför mjältbrandskontaminerade produkter från de förstnämnda mer vanliga. Vid smittutredningarna visade det sig att med mycket stor sannolikhet hade smittan spritts med rakborstar och under kriget tillverkades billiga rakborstar på importerat och kvalitetsmässigt undermåligt hästtagel i stället för det gängse på ryskt grävlingborst av hög kvalitet. Borstarna hade distribuerats i första hand till militär personal och därför skedde smittspridningen främst bland den.
Det är oklart om varifrån taglet kom, men man misstänkte att åtminstone en del partier kom från USA, där mjältbrandsinfektioner förekom bland hästar. När misstankar om smittsambandet uppstod och åtgärder vidtogs med bland annat ångsterilisering av tagel under högt tryck, så avklingade också smittan bland soldaterna.